# Alocasia balgooyi
Alocasia balgooyi là một loài thực vật có hoa trong họ Ráy (Araceae). Loài này được A.Hay mô tả khoa học đầu tiên năm 1998.